# Landerrouet-sur-Ségur
Landerrouet-sur-Ségur település Franciaországban, Gironde megyében. Lakosainak száma 102 fő (2022. január 1.). Landerrouet-sur-Ségur Rimons, Loubens, Mesterrieux, Saint-Martin-de-Lerm és Saint-Martin-du-Puy községekkel határos.

## Népesség
A település népességének változása:
| Lakosok száma | 115  | 117  | 115  | 116  | 100  | 97   | 97   | 100  | 101  | 102  |
|               | 1968 | 1982 | 1990 | 2006 | 2013 | 2015 | 2017 | 2019 | 2020 | 2022 |